# Iván de Nova Ruíz
Iván de Nova Ruíz (Tarragona, Catalunya, 22 de setembre de 1996), més conegut com a Iván de Nova, és un futbolista català que juga com a lateral esquerre i actualment milita a l'ASD Sarnese.